# Slottstorget

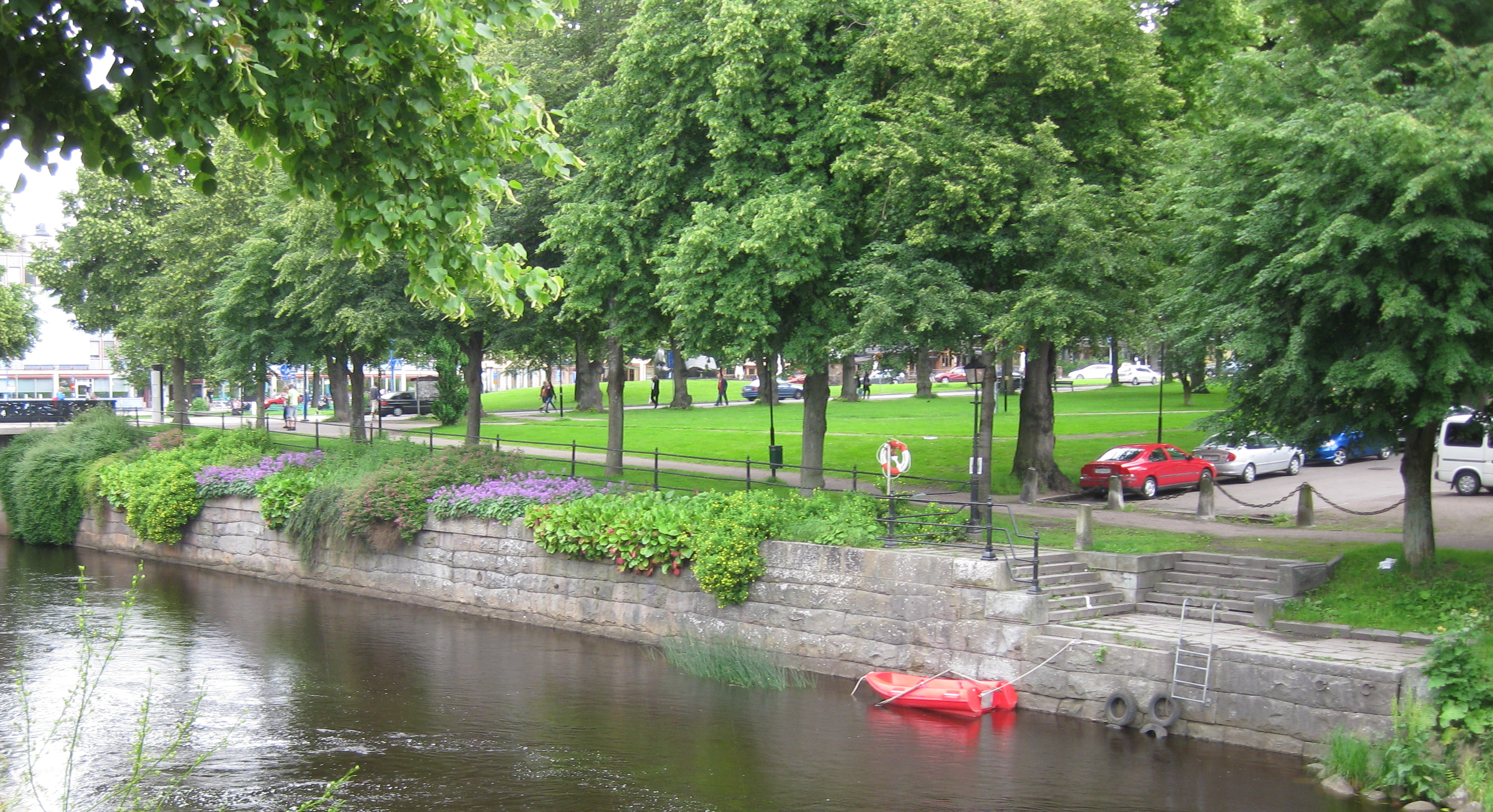
Gavleån och Slottstorget

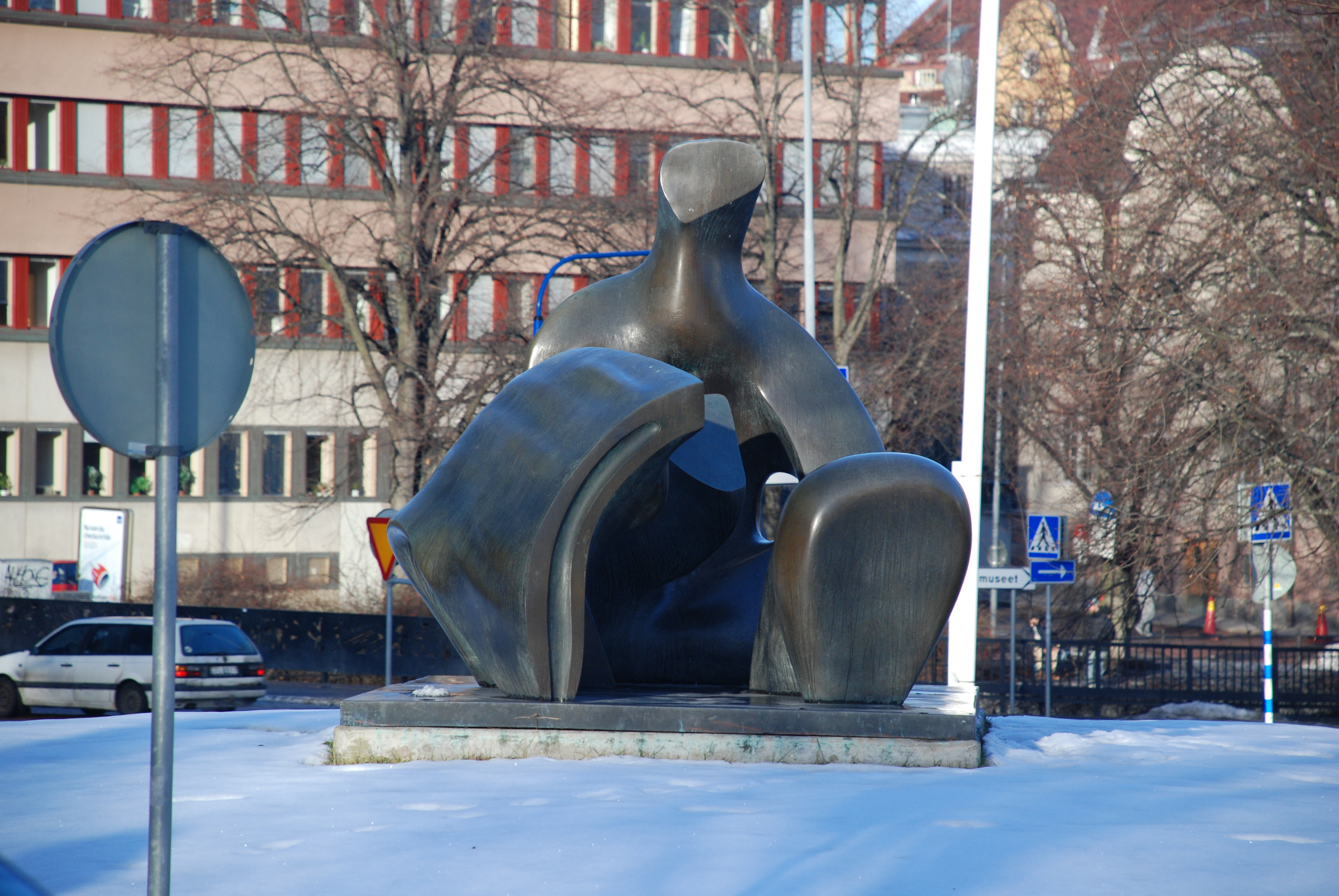
Henry Moores Tredelad vilande figur. Draperad med Stadsbiblioteket i bakgrunden

Slottstorget är en öppen plats på Södermalm i Gävle. Slottstorget avgränsas i öster av Södra Rådmansgatan, i söder av Hamiltongatan, i väster av Slottet och i norr av Gavleån. Vid Södra Rådmansgatan låg tidigare Stadsbiblioteket.

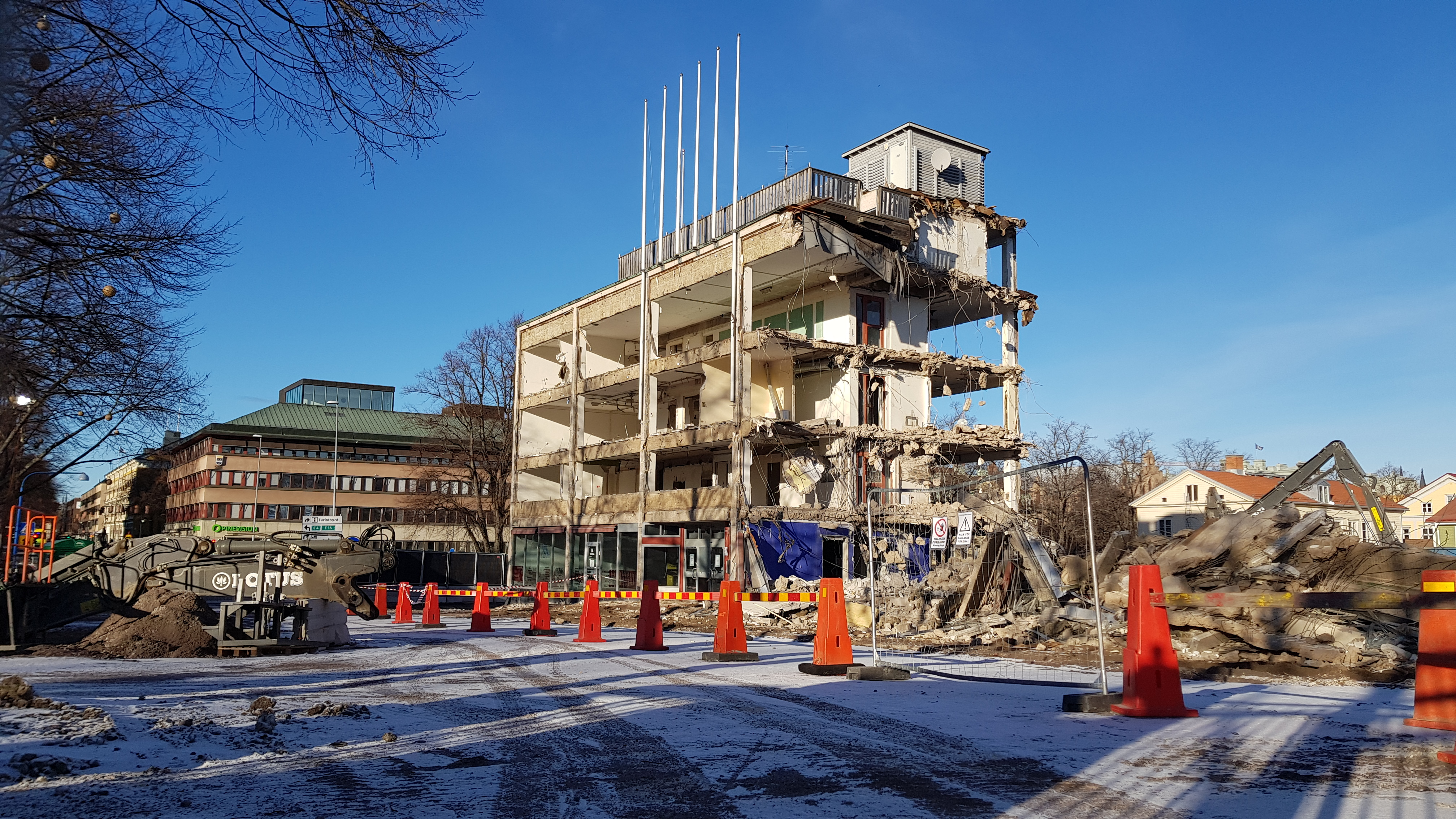
Här rivs Gävles gamla biblioteksbyggnad för att ge plats åt ett mer modernt kulturhus.

Det revs under 2022 och även den stenlagda platsen där familjen Rettig tidigare hade en av sina villor. Idag (2023) är området en byggarbetsplats och trafiken omledd och många av träden som fanns på platsen är också borta. På platsen byggs istället Agnes kulturhus som ersätter den numera rivna bibliotektsbyggnaden. Att området idag är en byggarbetsplats innebar även att den berömda Gävlebocken inte längre fick plats utan flyttades till den norra sidan av Gavleån på en öppen yta i Gävles esplanad cirka 50 meter från en fontän där skulpturen Gudinna vid hyperboreiskt hav är placerad.

## Beskrivning
Slottstorget är inte så mycket ett torg som ett öppet område med tre olika delar:
- mellan Slottet och Södra Kungsgatan en park med en allmän parkeringsplats,
- mellan Södra Kungsgatan och Södra Rådmansgatan en gräsbevuxen kulle, som pryds av Henry Moores bronsskulptur Tredelad vilande figur. Draperad och Gävlebocken[1] placeras, samt
- i det sydöstra hörn Slottsterrassen med en envånings restaurangbyggnad.

## Historik
Slottstorget var ursprungligen benämningen på den öppna parkliknande platsen framför Slottets entré, det som i dag är parken mellan parkeringsplatsen och Gavleån. Vid den så kallade Södersaneringen under 1950-talet skapades dagens stora plats där Rådhusesplanadens gator löper samman till Södra Kungsgatan. Bland husen som revs kan nämnas Rettigs tobaksfabrik från 1896 och Rettigska palatset.